# Bockenheim an der Weinstraße
Bockenheim an der Weinstraße là một xã nằm bên tuyến đường nho Đức thuộc huyện Bad Dürkheim, bang Rheinland-Pfalz, Đức. Xã này có diện tích 11,24 km2, dân số thời điểm ngày 31 tháng 12 năm 2006 là 2223 người.